# Tessenowweg (Hannover)

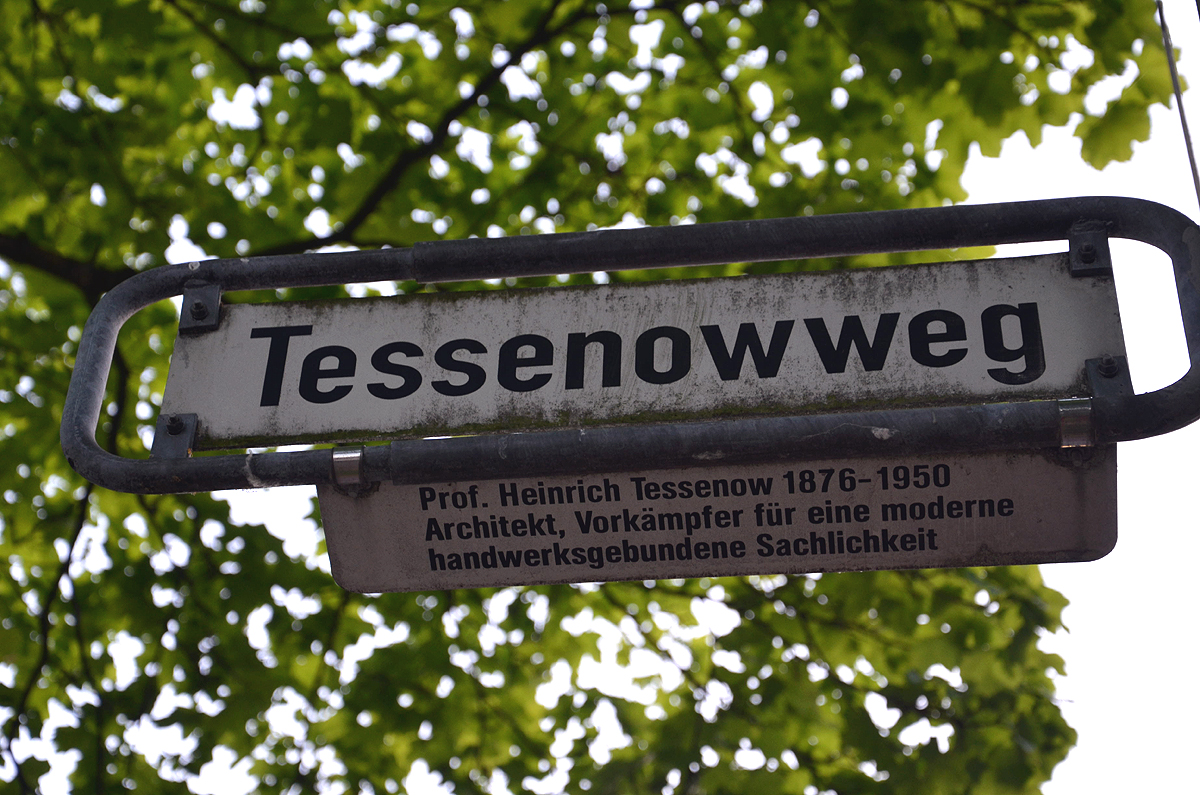
Legendentafel am Tessenowweg

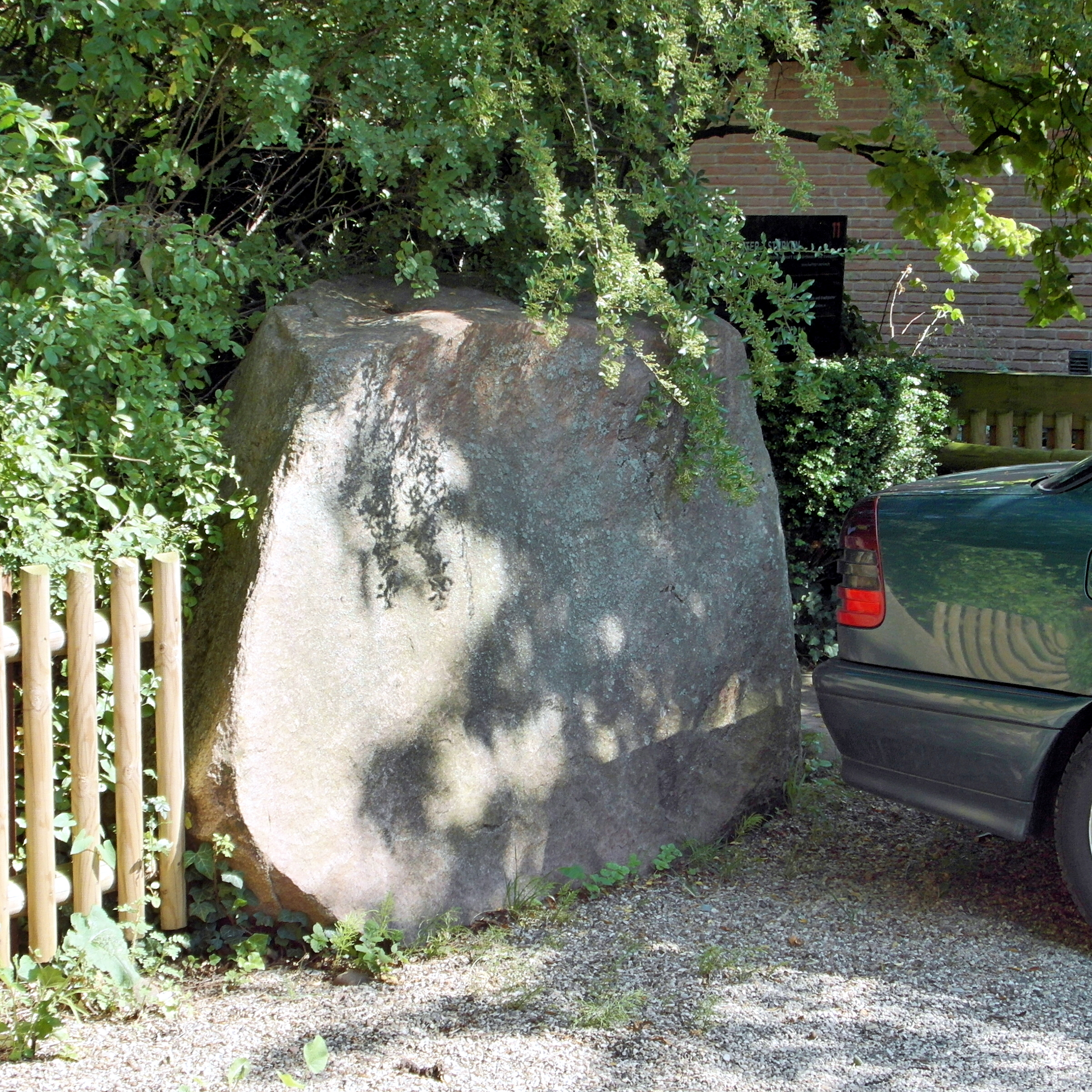
Naturdenkmal: Der Findling ND-H 227 als tonnenschwerer Windschliffstein

Der Tessenowweg (tɛsənoːvvɛk) in Hannover ist eine in der Nachkriegszeit im Jahr 1952 angelegte Straße im hannoverschen Stadtteil Kirchrode. Der von der Kirchröder Ostfeldstraße abzweigende längere der beiden Straßenarme führt in voller Länge entlang des denkmalgeschützten Andertener Friedhofes.
Die nach dem Architekten Heinrich Tessenow bezeichnete Straße führt zu dem schon zuvor im Jahr 1950 errichteten Wohn- und Atelierhaus von Wilhelm Hübotter.
Zu den Besonderheiten der Straße zählt zudem der rund 10 Tonnen wiegende und als Findling Tessenowweg 11 unter der Nummer ND-H 227 (vormals ND-HS 19) geschützte Findling am südwestlichen Rand des Grundstücks Tessenowweg 11, der insbesondere wegen der Seltenheit seines Gewichtes unter Schutz gestellt wurde. Der dreieckige Windschliffstein mit den Maßen von etwa 2,5 × 1 × 1,5 Metern wurde bei Grabungsarbeiten im Bereich der Grundmoräne am Süsseroder Weg aufgefunden.
Im Tessenowweg hatte der auch im Ausland wahrgenommene Charis Verlag seinen Sitz; „Tessenow-Weg 11“ war zudem die Adresse im Briefwechsel Curd Ochwadts mit dem aus Rumänien stammenden Schriftsteller Alfred Kittner.